# Dicranomyia inhabilis
Dicranomyia inhabilis là một loài ruồi trong họ Limoniidae. Chúng phân bố ở miền Tân bắc.